# Uhrmacher

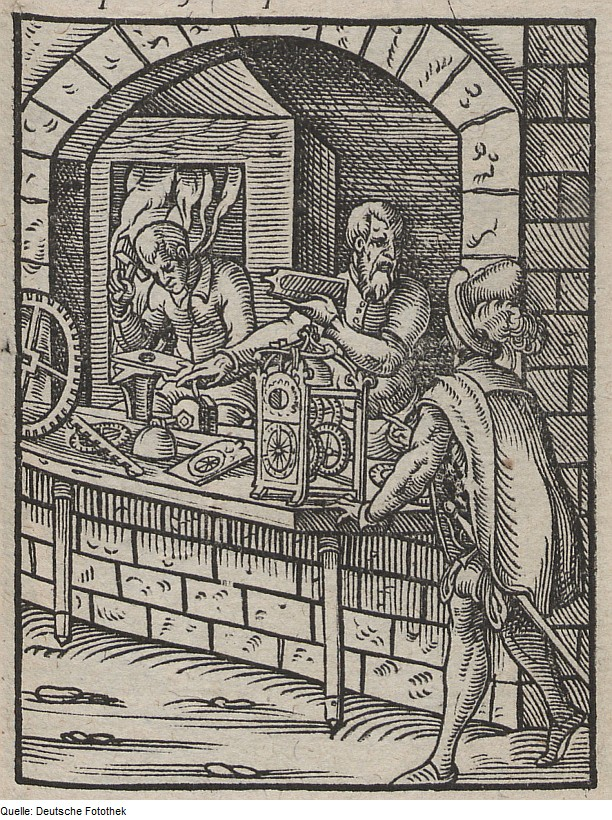
Uhrmacher um 1568

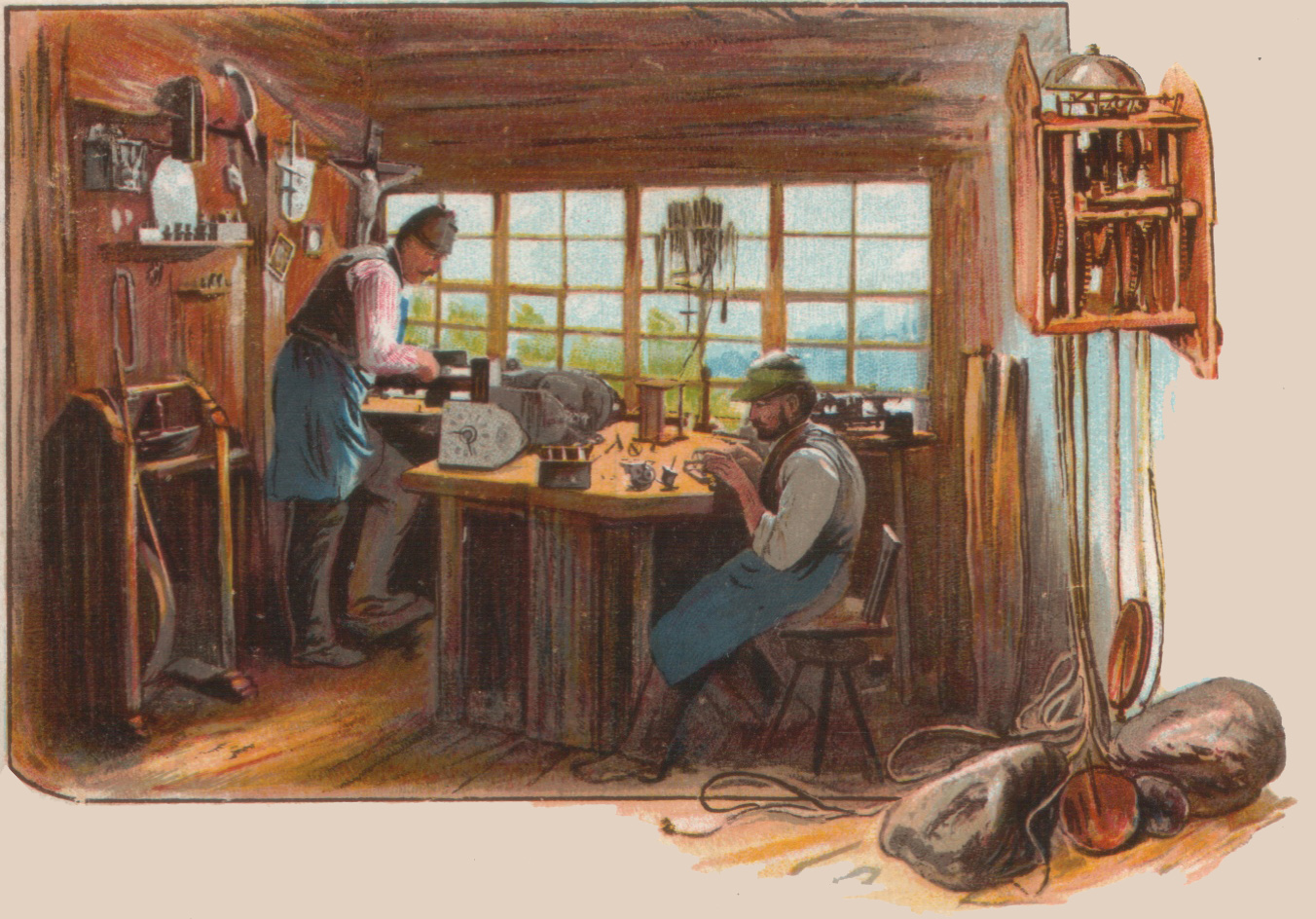
Uhrmacherstube im Schwarzwald (zirka 1900)

Ein Uhrmacher ist ein Erfinder, Konstrukteur oder Erbauer von Uhren, speziell von mechanischen Uhrwerken und deren Zubehörteilen. Der Beruf beinhaltet auch die Wartung und Pflege von Uhren aller Art (vergleiche hingegen die Unterscheidung von watchmaker und clockmaker im Englischen).
Die Objekte eines Uhrmachers beziehen zum Teil auch die Anzeige anderer von der Zeit abgeleiteten Werte (siehe Komplikationen) oder völlig anderer Werte (mittels anderer Messinstrumente, zum Beispiel Barometer) mit ein.
Das Uhrmacherhandwerk wurde 2020 für die Schweiz und Frankreich in die UNESCO-Liste des immateriellen Kulturerbes der Menschheit aufgenommen.
2021 folgte der Eintrag in das deutsche Verzeichnis.

## Geschichte
Die ersten Uhrmacher waren Schlosser und Schmiede, die (mit den Schleifern) einer gemeinsamen Zunft angehörten, zu der auch Windenmacher und ab dem 16. Jahrhundert Büchsenmacher gehörten. Auch nachdem Mitte des 16. Jahrhunderts Uhrmacherzünfte in Deutschland entstanden waren, hatten Schlosser das Recht, Uhren zu bauen. Die ersten Uhrmachervereinigungen finden sich 1540 in Dresden, noch vereinigt mit der Innung der Kleinschmiede und ohne Zwang zum Meisterstück, 1544 in Paris und 1631 in London mit der Worshipful Company of Clockmakers.
Die Uhrmacherei zählte zunächst zu den Künsten, später zum Kunsthandwerk. Die Uhrmacher, welche im 18. Jahrhundert in Großuhrmacher (mit drei Jahren Lehrzeit und drei Jahren Wanderschaft als Geselle) und Kleinuhrmacher (mit vier Jahren Lehrzeit und mindestens vier Jahren – „Muthjahren“ – Wanderschaft) unterschieden wurden, waren die Pioniere der Feinmechanik.
In manchen Regionen, wie etwa dem Schwarzwald oder bestimmten Gegenden der Schweiz, begann bereits Ende des 18. Jahrhunderts die Herstellung von Uhren in Heimarbeit oder Manufakturen, die entsprechend große Stückzahlen ermöglichten. Aber auch andere Regionen entwickelten eine eigenständige Uhrmachertradition, die noch heute an den verschiedenen Typen historischer Uhren erkennbar ist. Mit Beginn der industriellen Produktion von Uhren im 19. Jahrhundert änderte sich das Berufsbild dahingehend, dass die Anfertigung neuer Uhren völlig hinter Handel, Wartung und Reparatur zurücktrat. Vor allem nach dem Zweiten Weltkrieg, mit dem Aufkommen billiger, industriell hergestellter Quarzuhren, erlebte der Beruf einen erheblichen Rückgang. Er beschränkt sich heute weitgehend auf die Reparatur und Wartung hochwertiger Luxusuhren und die Restaurierung antiker Stücke, entsprechende Fachleute sind allerdings durchaus gefragt.

## Der heutige Beruf Uhrmacher

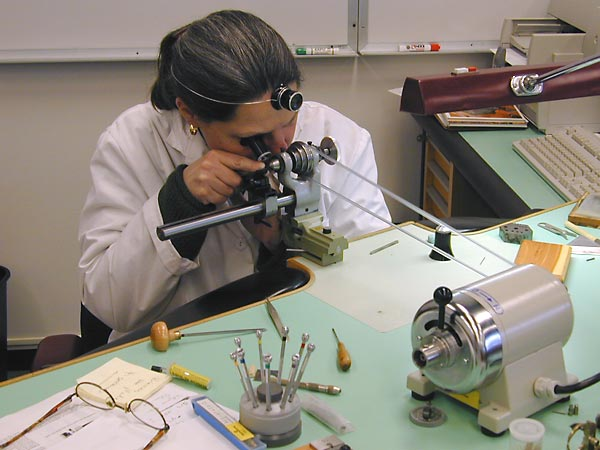
Uhrmacherin bei der Dreharbeit

### Berufsbild
Der Uhrmacher beschäftigt sich mit Herstellung, Montieren, Demontieren, Reparieren und Restaurieren von Uhrwerken und Zubehörteilen, insbesondere dem Uhrgehäuse, also mit Konstruktionszeichnungen, mechanischen, elektrischen und elektronischen Bauteilen von Groß- und Kleinuhrwerken in Serien- und Einzelfertigung sowie mit Fehlersuche, Wartung, Pflege, Prüfung und Justage von modernen und historischen Uhren sowie mit den Grundlagen und mit angewandter Zeitmesstechnik. Daneben bilden Herstellung und Wartung der hochspezialisierten Betriebsmittel einen Anteil seiner Tätigkeit.
Das Berufsfeld umfasst
- Gewerbetreibende und Fachverkäufer bzw. Fachberater in der Schmuckbranche und im technischen Kundendienst.
- In der Uhrenindustrie ist der Uhrmacher als Professionist der Fachmann, der andere Arbeitskräfte anleitet und überwacht. Er führt komplizierte Arbeiten aus und ist für die Qualitätssicherung zuständig.
- Im Dienstleistungssektor sind Uhrmacher für die Pflege, Wartung und Erhaltung von Uhren zuständig – diesen Typus des Berufsbilds nennt man auch Rhabilleur. Das Spektrum reicht hier vom Batteriewechsel über Revisionen bis hin zu komplexen Restaurierungen von historischen Groß- und Kleinuhren (Uhrenrestaurator).
- Der Furniturist ist Uhrmacher im Ersatzteilhandel (Uhrenfurniturenhandel).
- Galvaniker, Polisseure, Cadranographen, Mikrozeichner und Mikromechaniker sind weitere Ausbildungen im Uhrmacherbereich.[7]

Das Berufsbild des Uhrmachers unterscheidet noch grundsätzlich zwischen Industrie und Handwerk, wobei die Übergänge bei den kleinen, unabhängigen Uhrenherstellern fließend sind (z. B. in der Académie Horlogère des Créateurs Indépendants).
- Industrie: Herstellung von Uhren und anderen feinmechanischen Messgeräten.
- Handwerk: Wartung und Reparatur aller Arten von Uhren und anderer Zeitmessgeräte.
- Warenwirtschaft: das Verwalten von Betriebsmitteln und Ersatzteilen.

Uhrmacher arbeiten selbständig auf der Grundlage von technischen Unterlagen und Arbeitsaufträgen. Sie beschaffen Informationen, planen und koordinieren ihre Arbeit und stimmen sie mit anderen, insbesondere mit Kunden, Betriebsinhabern und Kollegen ab. Weiterhin ergreifen sie qualitätssichernde Maßnahmen, dokumentieren ihre Leistungen und ergreifen Maßnahmen zur Arbeitssicherheit, zum Gesundheits- und Umweltschutz bei der Arbeit. Uhrmacher sind wegen ihrer umfangreichen Ausbildung in der Mikromechanik unter anderem auch im Flugzeugbau, Musterbau und in der Mess- und Regeltechnik beschäftigte Fachkräfte.
Die Beschäftigungszahlen für Uhrmacher in sozialversicherungspflichtigen Arbeitsverhältnissen in Deutschland sind von 1999 mit 4391 Beschäftigten bis 2011 mit 2949 Beschäftigten deutlich gesunken.

### Berufsausbildung
Die Ausbildung zum Uhrmacher dauert in Deutschland drei Jahre und schließt mit dem Gesellenbrief ab.
In Österreich werden Lehrlinge im Rahmen einer Lehre als Zeitmesstechniker dreieinhalb Jahre ausgebildet und legen am Ende die Lehrabschlussprüfung ab.
In der Schweiz wird man je nach Fachgebiet drei bis vier Jahre ausgebildet und erhält dann – nach erfolgreich abgeschlossener Lehrabschlussprüfung – ein eidgenössisches Fähigkeitszeugnis. In allen drei Ländern kann die Ausbildung heute auf zwei Arten erfolgen:
- als Duale Ausbildung in einem Handwerks- oder Industriebetrieb mit begleitender Berufsschule
- als schulische Vollzeitausbildung in einer Berufsfachschule, Uhrmacherschule[14]

### Die Vergütung während der Ausbildung
Die Auszubildenden erhalten von den Unternehmen eine monatliche Ausbildungsvergütung, deren Höhe tarifvertraglich festgelegt wird und die von Bundesland zu Bundesland unterschiedlich ist. Für den Ausbildungsberuf „Uhrmacher/in“ betrug sie im Jahr 2011 durchschnittlich:
Industrie und Handel, Alte Bundesländer
1. Ausbildungsjahr: € 750 bis 900 brutto
2. Ausbildungsjahr: € 800 bis 1.000 brutto
3. Ausbildungsjahr: € 950 bis 1.150 brutto
Neue Bundesländer (Stand Juli 2017)
1. Ausbildungsjahr: € 994
2. Ausbildungsjahr: € 1.057
3. Ausbildungsjahr: € 1.150

### Fortbildung

#### Uhrmachermeister

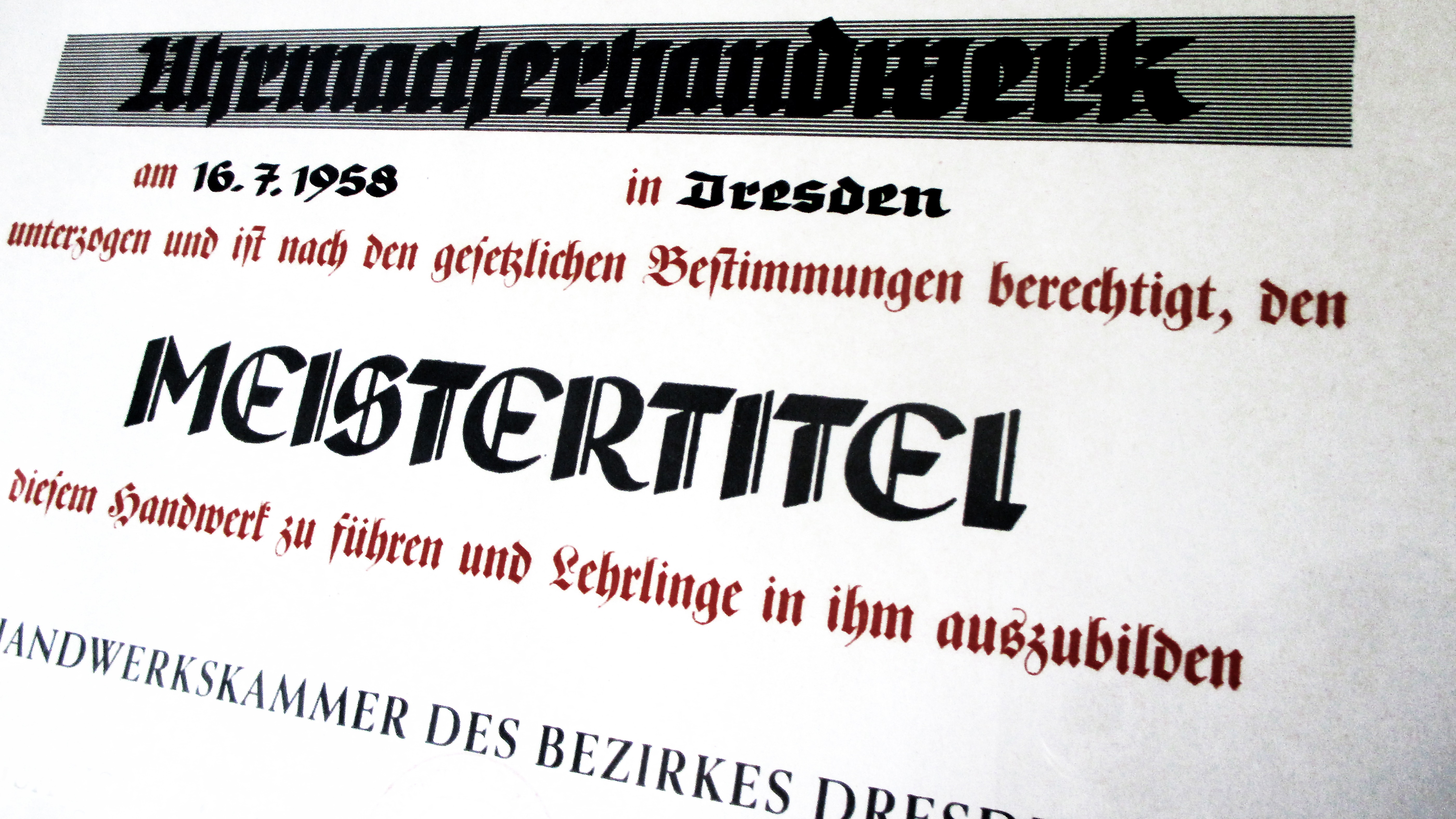
Meister im Uhrmacherhandwerk (Urkunde) – Handwerkskammer Dresden – am 16.7.1958

Nach dem Ausbildungsabschluss ist eine Fortbildung zum Meister möglich.
Der Uhrmachermeister ist durch seine Dreifachqualifikation ein Spezialist für sein Fachgebiet, ein Ausbilder und ein Unternehmer.

#### Restaurierung alter Uhren
In Deutschland wurde ab dem Jahr 2007 eine weitere Fortbildungsmöglichkeit für den Uhrmacherberuf geschaffen. Ausgebildete Uhrmachermeister können sich zum anerkannten Restaurator im Uhrmacherhandwerk
mit Abschlussprüfung qualifizieren.
Somit wurde eine neue Qualifikation
geschaffen, damit die Kunden – seien es private Auftraggeber, Sammler oder öffentliche Institutionen wie Museen – die Sicherheit haben, dass ihre kunsthistorisch wertvollen Instrumente in fachkundige Hände kommen.
Der moderne Handwerker wird mit historischen Objekten konfrontiert, die ein andersartiges Vorgehen erfordern als es in einer konventionellen Handwerksausbildung gelehrt wird. Hierbei wird ein breites Wissen über längst kaum mehr ausgeübte, historische Handwerkstechniken gefordert, ebenso die Kenntnis der in früherer Zeiten verwendeten Materialien. Zudem kann umfangreiche Recherche in der Fachliteratur oder Archiven und Museen erforderlich sein um etwa das mutmaßliche Aussehen fehlender Teile zu ermitteln. Auch die genaue schriftliche und bildliche Dokumentation der ausgeführten Arbeiten ist bei einer fachgerechten Restaurierung häufig gefordert.
Passend zur langjährigen Tradition der Uhrenherstellung ist in der Schweiz die Spezialisierung auf die Restaurierung schon in der Grundausbildung möglich. Die Ausbildung zum Uhrmacher kann im sogenannten Fachgebiet Rhabillage absolviert werden. Zur Weiterbildung werden Spezialkurse angeboten.
In Österreich werden Weiterbildungen zur Restaurierung als Kursausbildungen der Uhrmacherinnungen und -schulen angeboten.

### Uhrmacherschulen
In Deutschland wurde die erste Uhrmacherschule 1850 in Furtwangen im Schwarzwald gegründet, in der Schweiz 1868 die Uhrmacherschule in Le Locle, in Österreich 1873 in Karlstein an der Thaya.

#### Historische Schulen
- Deutsche Uhrmacherschule Glashütte (DUS), Deutschland (1878–1956)
- Uhrmacherschule Le Locle: seit 1868, heute Teil der Ecole technique neuchatelois, das Gebäude Château des Monts beherbergt seit 1959 das Uhrenmuseum Musée d’Horlogerie du Locle[26]

#### Berufsbildende und berufsweiterbildende Schulen
- Deutschland
  - Bayerische Meisterschule für das Uhrmacherhandwerk[18]
  - Landesberufsschule für Bayern, Hessen und Thüringen an der Franz-Oberthür-Schule Würzburg[27]
  - Berufsfachschule Hamburg[28]
  - Berufliches Schulzentrum „Otto Lilienthal“ Freital–Dippoldiswalde, Außenstelle Glashütte[29]
  - Goldschmiedeschule mit Uhrmacherschule Pforzheim[30]
  - The Nicolas G. Hayek Watchmaking School Pforzheim[31]
  - Hessische Uhrmacherschule (HUS), Meister- und Weiterbildungsschule für das Uhrmacherhandwerk[32]
  - Uhrmacherschule Furtwangen an der Robert-Gerwig-Schule Furtwangen (seit 1850)[14]
  - Uhrmacherschule mit Meisterschule an der Staatlichen Feintechnikschule Villingen-Schwenningen[33]
  - Max-Born-Berufskolleg[34]
- Österreich
  - Bundes-Berufsschule für Uhrmacher Karlstein/Thaya (seit 1873),[35] betreut auch das österreichische Uhrenmuseum Karlstein[36]
- Schweiz
  - CFP-BBZ Biel-Bienne[37]
  - CEJEF – Division technique, Ecole d’horlogerie de Porrentruy[38]
  - CFPT – Ecole d’horlogerie de Genève[39]
  - Ecole technique neuchatelois (ET) des Centre interrégional de formation des Montagnes neuchâteloises (CIFOM)[40]
  - ETVJ – Ecole technique de la Vallée de Joux[41]
  - Internationale Uhrmacherschule WOSTEP[42]
  - ZeitZentrum Uhrmacherschule Grenchen[43]
- Weitere
  - Uhrmacherschule Ringsted, Dänemark
  - Fachschule Schoonhoven, Niederlande[44]

### Verbände
- Deutschland
  - Zentralverband für Uhren, Schmuck und Zeitmeßtechnik
  - Verband der Deutschen Uhrenindustrie (WPG)[45]
  - Deutsche Gesellschaft für Chronometrie (DGC)
- Österreich
  - Bundesinnung der Gold- und Silberschmiede, Juweliere und Uhrmacher[46]
- Schweiz
  - Verband deutschschweizerischer Uhrenfabrikanten (VDU)[47]
  - Verband Schweizer Goldschmiede und Uhrenfachgeschäfte (VSGU)[48]
  - Académie Horlogère des Créateurs Indépendants (AHCI)
  - Convention patronale de l’industrie horlogère suisse (CP)[49]
  - Verband der Schweizerischen Uhrenindustrie (FH)[50].
- Vereinigtes Königreich
  - Worshipful Company of Clockmakers

## Historische deutschsprachige Uhrmacherzeitschriften
- Allgemeines Journal der Uhrmacherkunst. Leipzig/ Halle (1876), ab 1915 Die Uhrmacherkunst (bis 1943)
- Deutsche Uhrmacher-Zeitung. Berlin (1877 bis 1944)
- Schweizerische Uhrmacher-Zeitung/Journal Suisse des Horlogers. Bern (ab 1879), später Schweizerische Uhrmacher und Goldschmiede Zeitung
- Österreichisch-Ungarische Uhrmacher-Zeitung. Wien (1882 bis etwa 1918)
- Süddeutsche Uhrmacher-Zeitung. Augsburg (1889 bis 1941, 52 Bände)
- Leipziger Uhrmacher-Zeitung. Leipzig (1893), ab 1927 Die Uhrmacher-Woche, 1949 vereinigt mit Deutsche Uhrmacher-Zeitschrift
- Der Uhrmacher. Wien (1928 bis 1938 und 1948 bis 1956), später Goldschmiede und Uhrmacher Zeitung
- Neue Uhrmacher-Zeitung. Ulm (1947 bis 1972), später Schmuck und Uhren
- Die Uhr. Bielefeld (1947 bis 1972), später Uhren, Juwelen, Schmuck
- Uhren und Schmuck. (Ost-)Berlin (1964 bis 1990)[51]

## Bekannte Uhrmacher
Neben ausgesprochen handwerklichen Uhrmachern finden sich in dieser Liste auch einige Physiker und Ingenieure, die sich ausführlich mit der Uhrmacherei beschäftigt haben.
- Einer der bekanntesten deutschen Uhrmacher war Peter Henlein (um 1479/80–1542) aus Nürnberg. Wahrscheinlich als Erster in Deutschland entwickelte und fertigte er kleine, am Körper tragbare Uhren.
- Nicht ganz so bekannt ist sein Kollege, der Nürnberger Uhrmacher und Feinmechaniker Hans Gruber (um 1530–1597). Er stellte im Durchmesser lediglich 2 cm kleine Taschenuhren her und war auch Meister der Nürnberger Schlosserinnung.
- Die erste, die Sekunde messende Uhr schuf 1584 der in Diensten Wilhelms IV. von Hessen-Kassel stehende Schweizer Jost Bürgi (1552–1632) für astronomische Messungen unter Verwendung eines Zwischenaufzuges (Rémontoir d'égalité) und einer Kreuzschlaghemmung.[53]
- Auf Christiaan Huygens (1629–1695) gehen die erste wirkliche Pendeluhr mit Spindelhemmung zurück (1656) sowie die Theorie von Feder und Pendel (Horologium oscillatorium. Paris, 1673). Er konstruierte auch Planetarien und arbeitete über die astronomischen Grundlagen der Zeitrechnung.
- Daniel Jean-Richard begründete 1681 die Schweizer Uhrenindustrie.
- Thomas Tompion (1639–1713, London) entwickelt 1695 die Zylinderhemmung.
- George Graham (1673–1751) ist einer der bedeutendsten englischen Uhrmacher. Auf ihn geht die Grahamhemmung (der Grahamgang, 1715) zurück.
- Matthew Stogden lässt sich 1728 das Repetitionsschlagwerk patentieren.
- Pierre Le Roy 1724 entwickelt die erste Chronometerhemmung.
- Pierre-Augustin Caron de Beaumarchais (1732–1799) erfindet die Doppelkommahemmung[54], wodurch der Bau deutlich kleinerer und ganggenauerer Uhren möglich wurde.
- John Harrison (1693–1776) löst das Längenproblem – er gilt als Vater der modernen Chronometrie, obwohl ihm zu Lebzeiten die Anerkennung (H5, 1761) lange versagt blieb.
- Abraham Louis Breguet (1747–1823) erfindet um 1800 in der Schweiz das Tourbillon und führt die aufgebogene Spiralenkurve (Breguet-Spirale) ein, 1810 baute er die erste Armbanduhr, auch einige andere Erfindungen (Parachute–Stoßsicherung, Echappement naturel, Pendule sympathique) gehen auf ihn zurück.
- Urban Jürgensen 1807: Erstes Taschenchronometer
- Carl August von Steinheil (1801–1870) in München entwickelt eine elektrische Nebenuhrenanlage (1829)
- Adrien Philippe (1815–1894) erfindet den Bügelaufzug (Remontoir-Aufzug, 1842).
- Claudius Saunier begründete 1855 das erste Fachblatt für Uhrmacherei.
- John Harwood entwickelt die Automatikuhr (1923, Patent 1924, Harwood perpetual mit automatischem Aufzug Basel Messe 1926).[55]
- Die Physiker Adolf Scheibe (1895–1958) und Udo Adelsberger (1904–1992) bauen 1934 (nach Erfindung durch Warren Alvin Marrison 1929) die erste funktionstüchtige Quarzuhr.
- Reinhard Straumann (1892–1967), Schweizer Ingenieur, entwickelt 1926 die erste Zeitwaage und den Chronokomparator, sowie die Legierung Nivarox für die selbstkompensierende Spiralfeder (1932) und die bruchfeste Zugfeder (1952).
- George Daniels (1926–2011), britischer Uhrmacher und Buchautor, erfand in den 1970er Jahren die Co-Axial-Hemmung die seit 1999 in Omega Uhren verbaut wird.

## TV-Dokumentation
- Der Letzte seines Standes? Der Turmuhrbauer; von Benedikt Kuby, Bayerisches Fernsehen 2000.